# Flowers in the Dirt
| Recensione                     | Giudizio     |
| ------------------------------ | ------------ |
| AllMusic                       | [ 11 ]       |
| Encyclopedia of Popular Music  | [ 12 ]       |
| The Essential Rock Discography | 6/10         |
| Los Angeles Times              | [ 14 ]       |
| MusicHound                     | [ 15 ]       |
| The New York Times             | (favorevole) |
| Q                              | [ 17 ]       |
| Rolling Stone                  | [ 18 ]       |
| The Rolling Stone Album Guide  | [ 19 ]       |
| Time                           | (favorevole) |
| Ondarock                       | 7/10         |

Flowers in the Dirt è il decimo album da solista di Paul McCartney.

## Storia
Per realizzare il suo nuovo album, McCartney collaborò con tre differenti produttori e scrisse alcuni brani con Elvis Costello. McCartney apprezzò molto la collaborazione con il cantautore, ravvisando in lui molta affinità con il suo storico partner dei Beatles John Lennon. La collaborazione tra i due diede origine ad una serie di brani, apparsi anche nel successivo album Off the Ground, che coniugavano la capacità poetica di Costello con le atmosfere beatlesiane di McCartney.
David Gilmour dei Pink Floyd suonò il lungo assolo finale di We Got Married (segnalato come "Dave" nei crediti del brano) e con Nicky Hopkins al pianoforte per That Day Is Done. L'arrangiamento è di Clare Fischer.
Il brano d'apertura My Brave Face, spesso considerato come il brano più simile allo stile Beatles di McCartney, raggiunse la posizione numero 25 negli Stati Uniti e la 18 in Inghilterra. Il successivo singolo dell'album, This One, raggiunse anch'esso la posizione 18 in Inghilterra. I singoli successivi estratti dall'album non raggiunsero posizioni degne di nota.
You want her too, cantata in coppia con Costello, venne dotata di una eccentrica coda con una grande orchestra, arrangiata da Richard Niles: un contributo inizialmente della durata di oltre un minuto ma che venne ridotto a qualche secondo per l'inclusione nel disco.
Put it there, che a molti ricordò Blackbird per lo stile di chitarra, venne scritta da McCartney nell'inverno 1987 nel suo chalet a Zermatt.
Alla sua uscita, l'album arrivò al primo posto nella classifica inglese, mantenendosi in buone posizioni per oltre un anno e guadagnando diversi dischi d'oro. A tale successo contribuì anche l'inserimento di molte canzoni di Flowers in the Dirt nella scaletta del tour mondiale Tripping the Live Fantastic, iniziato poco dopo l'uscita del disco.

## Tracce
Tutte le canzoni composte da Paul McCartney, tranne dove indicato.
1. My Brave Face (McCartney/MacManus) – 3:18
2. Rough Ride – 4:43
3. You Want Her Too (McCartney/MacManus) – 3:11
4. Distractions – 4:39
5. We Got Married – 4:57
6. Put It There – 2:07
7. Figure of Eight – 3:25
8. This One – 4:10
9. Don't Be Careless Love (McCartney/MacManus) – 3:18
10. That Day is Done (McCartney/MacManus) – 4:19
11. How Many People – 4:14
12. Motor of Love – 6:18
13. Où Est Le Soleil? (assente nel vinile) – 4:45

### Edizione rimasterizzata 1993
1. Back on My Feet (lato B del singolo Once Upon a Long Ago del 1987)
2. Flying to My Home (lato B del singolo My Brave Face)
3. Loveliest Thing (incluso nel CD singolo Figure of Eight)

### World Tour Pack
Pubblicato il 23 novembre 1989 in vinile e in CD, il "World Tour Pack" contiene:
- L'album originale
- L'esclusivo singolo Party party
- Un poster gigante
- L'itinerario del tour
- Un poster con l'"albero genealogico" dei membri della band
- Sei cartoline
- Un adesivo "I'd rather be listening to McCartney"

### Edizione giapponese 2CD
In Giappone è stata pubblicata un'edizione speciale su doppio cd, contenente b-side e inediti.
1. Message - 0:28
2. The Long And Winding Road - 3:51
3. Loveliest Thing - 3:59
4. Rough Ride - 4:53
5. Ou Est Le Soleil (7" Mix) - 4:50
6. Mama's Little Girl - 3:41
7. Same Time Next Year - 3:06
8. Party, Party - 5:35
9. P.S. Love Me Do - 3:40

## Formazione
- Paul McCartney - voce, cori, basso, battito di mani, chitarra a 12 corde, chitarra acustica, chitarra elettrica, percussioni, sintetizzatore, tamburello basco
- David Foster - tastiera
- Stephen Lipson - basso, tastiera, programmazione, chitarra
- Chris Whitten - batteria, cori, percussioni addizionali
- Trevor Horn - tastiera, cori, battito di mani
- David Gilmour - chitarra
- Greg Hawkes - tastiera
- Robbie McIntosh - chitarra acustica, chitarra elettrica
- David Rhodes - chitarra
- Mitchell Froom - tastiera
- Hamish Stuart - chitarra acustica, chitarra elettrica
- Nicky Hopkins - pianoforte
- Elvis Costello - tastiera, cori
- Dave Mattacks - tastiera
- Guy Barker - tromba
- Dave Bishop - sax
- Chris Davis - sax
- Chris White - sax
- Judd Lander - armonica a bocca
- Ian Harper - corno

## Curiosità
- Il brano How Many People è dedicato alla memoria di Chico Mendes, sindacalista brasiliano assassinato nel 1988 che si opponeva alla distruzione della foresta Amazzonica.
- Nell'edizione originale in vinile dell'album, non compariva la traccia 13 Ou Est Le Soleil, un brano dalle atmosfere disco accompagnato da un video bizzarro: McCartney che canta il pezzo sullo sfondo di un videogioco platform intercalato da sequenze di balli africani e dalle apparizioni dei membri della band che gli farà da spalla in Tripping the Live Fantastic.